# Adolf Moritz Schulze
Adolf Moritz Schulze (auch Moritz Schulze; * 5. Mai 1808 in Gotha; † 8. Dezember 1881 in Hildburghausen) war ein deutscher evangelischer Theologe und Pädagoge.

## Leben

### Ausbildung und Universitätsprediger in Leipzig
Schulze war der zweite Sohn des Gothaer Gymnasialprofessors Christian Ferdinand Schulze. Er besuchte ab 1813 zunächst die Gothaer Garnisonschule und wechselte 1816 in die Vorbereitungsklasse für das Gymnasium, die vom Dichter  Wilhelm Hey unterrichtet wurde. Anschließend ging er auf das Gothaer Gymnasium illustre, das zu dieser Zeit in einem hervorragenden Ruf stand und an dem er unter anderen, neben seinem Vater auf die Lehrer, Friedrich Wilhelm Döring,  Friedrich Jacobs, Johann Friedrich Salomon Kaltwasser, Valentin Rost oder Ernst Friedrich Wüstemann traf. Das Gymnasium hatte er 1826 abgeschlossen, konnte jedoch aufgrund einer Krankheit erst zu Ostern 1827 sein Studium an der Universität Jena aufnehmen. Dort hörte er philosophische, philologische und theologische Vorlesungen. Nach drei Semester in Jena wechselte er 1828 an die Universität Leipzig.
Schulze sollte Nachmittagsprediger an der Leipziger Universitätskirche werden und wurde deshalb zuvor 1830 zum Dr. phil. promoviert. Am 14. März dieses Jahres erfolgte die Amtseinführung, am 12. Mai bestand er in seiner Heimat die erste theologische Prüfung. Er verblieb bis 1837 in Leipzig und lehrte ab 1831 neben seiner Predigertätigkeit die Fächer Geschichte, Geographie und Naturgeschichte am Institut für Mädchen der Frau Heger in Leipzig und darüber hinaus unterrichtete er Studierende in hebräischer und griechischer Exegese, Dogmatik sowie Kirchengeschichte. Am 20. Mai 1835 bestand er in Gotha die zweite theologische Prüfung. In der Folgezeit setzt seine schriftstellerische Tätigkeit ein.

### Wirken im Herzogtum Gotha
Schulze zog aufgrund seiner Heirat zurück in das Gothaer Land. Am 18. Juni 1837 hielt er seine Abschiedspredigt in der Leipziger Universitätskirche und übernahm zum 30. Juli sein neues Amt als Pfarrer in Langenhain. Dort hatte er auch die Schulaufsicht zu leisten, gründete eine Kleinkinderschule und erteilte Privatunterricht. Sein Tun bewog im Januar 1842 die Stadt Gotha ihm einen Ruf als Rektor der Stadtschulen zu erteilen. Er war der erste selbstständige Rektor der Stadtschulen in Gotha. Bis dahin hatte die Aufgabe der Leitung der drei Stadtschulen zusätzlich der Rektor des Gymnasiums illustre übernommen. Er weitete das Schulwesen in Gotha soweit aus, dass er zusammen mit seinen weiteren Tätigkeiten überlastet war. Deshalb wurde ihm von seinem bis dahin als Stellvertreter tätigen Christian Neudecker die Leitung der Schulen abgenommen. Bei Schulze verblieb lediglich die Erste Knaben- und die Erste Mädchenbürgerschule. 1857 übernahm er, um seine Familie ernähren zu können, zusätzlich die Stelle des Gothaer Garnisonspredigers.
Schulze war weiter auf eine bessere finanzielle Ausstattung angewiesen und bewarb sich daher auf das Amt des Oberpfarrers und Superintendenten in Ohrdruf. Dieses Amt trat er zum 10. Juni 1860 an. Dort nahm er sich ebenfalls neben der Seelsorge dem öffentlichen Schulwesen der Stadt an. Und da es noch keine Höhere Mädchenschule am Ort gab, gründete er eine solche in seinen Privaträumen. 1863 wurde er zudem zum Bezirksschulinspektor ernannt.
Zum 1. Januar 1878 trat er, mit dem Titel Kirchenrat versehen, in den Ruhestand, nachdem er bereits 1877 die Stellung als Bezirksschulinspektor niedergelegt hatte. Er zog zunächst zurück nach Gotha. Dort beging er 1880 sein fünfzigjähriges Doktorjubiläum. Nach einem Schlaganfall musste er in die Anstalt für Geisteskranke in Hildburghausen eingeliefert werden. Dort verstarb er. Beigesetzt wurde er am 11. Dezember 1881 in Gotha.

### Wirken in den Lehrervereinigungen
Schulze war vielfältig in Lehrervereinigungen engagiert. In Gotha war er Vorsitzender des örtlichen Bezirkslehrervereins und des Allgemeinen gothaischen Lehrervereins. Ab 1848 war er Teilnehmer jeder Tagung der Allgemeinen deutschen Lehrerversammlung. Nachdem die vierte Tagung 1852 keinen Tagungsort finden konnte, überzeugte Schulze den Herzog diese Tagung in Gotha zu gestatten. Dies gelang ihm ein weiteres Mal 1855. Von 1852 bis 1875 war er Geschäftsführer der Allgemeinen deutschen Lehrerversammlung. Zu seinem Wirkungsbereich gehörte auch die Korrespondenz, die Besorgung der Drucksachen wie Protokolle, das Stellen von Preisaufgaben sowie die Verhandlung von Ermäßigungen der Fahrpreise mit den Eisenbahnen.

## Werke (Auswahl)
- Georg und Luther oder Ehrenrettung des Herzogs Georg von Sachsen: ein Beitrag zur Geschichte der Reformation, Leich, Leipzig 1834.
- Erinnerung an Diezmann, Markgrafen von Meißen und Landgrafen in Thüringen, Hartmann, Leipzig 1835.
- Lehrbuch bei Judenbekehrungen, zugleich ein Hilfsmittel zur Unterscheidung des alten und neuen Testamentes, Weidmann, Leipzig 1837.
- Katechismusunterricht nebst einem kurzen Abrisse der Religionsgeschichte für Bürgerschulen, Gläser, Gotha 1844.
- Heimathskunde für die Bewohner des Herzogthums Gotha, 3 Bände, Gläser, Gotha 1845–1847.
- Kleine Schulgeographie. Heimatskunde des Herzogthum’s Gotha, Heiberg, Schleswig 1869.